# Abidjis
Els abidjis són els membres d'un grup ètnic de la regió d'Agneby-Tiassa, al sud-est de Costa d'Ivori. La seva llengua pròpia és l'abidji. Hi ha entre 50.500 (ethnologue, 1993) i 76.000 (joshuaproject) abidjis. El seu codi ètnic al joshuaproject és NAB59k i el seu ID de grup humà és 10127.

## Situació geogràfica i pobles veïns
L'abidji es parla en una concentració de dotze localitats a Costa d'Ivori, a les subprefectures de Sikensi i Dabou i l'àrea d'Agboville, a la regió d'Agneby-Tiassa, al districte de Lagunes. El territori en el que es parla l'abidji està situat a pocs quilòmetres al nord-oest de la ciutat de Dabou.
Segons el mapa lingüístic de Costa d'Ivori de l'ethnologue, els abidjis tenen com a veïns als baules, a l'oest, els anyin morofos i els krobus al nord, el abés a l'est i adioukrous al sud.

## Llengües
La llengua pròpia dels abidjis és l'abidji. A més a més també parlen el francès, el baule, l'adioukrou i el jula.

## Religió
El 92% dels abidjis són cristians i el 8% restants creuen en religions africanes tradicionals. El 60% dels abidjis cristians són catòlics, el 20% són protestants i el 20% pertanyen a esglésies cristianes independents. Segons el joshuaproject, el 6% dels abidjis cristians són evangèlics.